# Obelus despreauxii
Obelus despreauxii је пуж из реда Stylommatophora.

## Угроженост
Ова врста се сматра рањивом у погледу угрожености врсте од изумирања.

## Распрострањење
Шпанија је једино познато природно станиште врсте.

## Станиште
Врста Obelus despreauxii има станиште на копну.